# Trachelas sinensis
Trachelas sinensis är en spindelart som beskrevs av Chen, Peng och Zhao 1995. Trachelas sinensis ingår i släktet Trachelas och familjen flinkspindlar. Inga underarter finns listade i Catalogue of Life.